# Guerre algéro-tunisienne de 1694
Batailles
Bataille du Kef
Siège de Tunis
La guerre algéro-tunisienne de 1694 est un conflit qui, de l'été à novembre 1694, oppose la régence d'Alger (soutenue par la régence de Tripoli) et la régence de Tunis.

## Déroulement
L'armée alliée envahit alors le territoire tunisien et triomphe des forces de Mohamed Bey à la bataille du Kef, le 24 juin 1694. Le bey s'enferme ensuite à Tunis ; un siège de trois mois se termine en novembre de la même année par la chute de la capitale mouradite.

## Conséquences
Mohamed Bey doit alors s'enfuir et se cacher dans le Sahara. Ibn Choukr devient maître de Tunis mais est obligé de recourir à des impositions arbitraires et des confiscations afin de payer l'armée algérienne, ce qui ruine l'économie de la régence. Il dirige le pays durant six mois, de novembre 1694 à avril 1695. En raison de sa conduite tyrannique, les habitants de Tunis, Sousse et Kairouan donnent le signal à Mohamed Bey pour revenir de son exil et reprendre son trône. Ibn Choukr est vaincu et contraint de se réfugier au Maroc.